# Vesoljski teleskop Hubble
Vesoljski teleskop Hubble (tudi Hubblov vesoljski daljnogled; angleško Hubble Space Telescope, okrajšano HST) je zrcalni daljnogled v tirnici okrog Zemlje. Njegova lega zunaj Zemljinega ozračja omogoča, da lahko z njim posnamejo izredno ostre slike. Od njegove izstrelitve in vtirjenja leta 1990 je postal eden od najpomembnejših daljnogledov v zgodovini astronomije. Z njim so opravili nekaj izjemnih opazovanj in je pomagal astronomom pri boljšem razumevanju mnogih osnovnih problemov v astrofiziki. Imenovali so ga po ameriškem astronomu Edwinu Powllu Hubblu.
Od izvirne zamisli daljnogleda v letu 1946 do njegove izstrelitve, je projekt izgradnje vesoljskega daljnogleda zastajal predvsem zaradi denarnih težav. Poleg tega so kmalu po izstrelitvi ugotovili, da je imelo njegovo glavno zrcalo preveliko sferno aberacijo (napako pasov), kar je zelo oslabilo njegove zmogljivosti. Po servisni odpravi z raketoplanom leta 1993 so daljnogled obnovili na predvideno kakovost. Tako je daljnogled postal zelo pomembno raziskovalno orodje in je v marsičem prispeval k splošni priljubljenosti astronomije v javnosti.
Ameriški Kongres je junija 2005 ustanovil sklad za popravilo daljnogleda, a je bilo zelo verjetno da bodo ponovno odpovedali servisno odpravo. 1. novembra 2006 je novo vodstvo NASE sporočilo, da bodo leta 2008 izstrelili zadnjo servisno odpravo na Hubble in mu tako podaljšali življenjsko dobo do leta 2013. Brez posredovanja bi po letu 2010 plovilo z daljnogledom vstopilo v Zemljino ozračje. 24. aprila 2020 je praznoval svojo 30. obletnico. Teleskop bo predvidoma obratoval do 2030–2040.
Leta 2021 bo predvidoma izstreljen Hubblov naslednik - infrardeči Vesoljski daljnogled Jamesa Webba (JWST), ki ga bodo skupaj izdelale in nadzirale Kanadska vesoljska agencija (CSA), Evropska vesoljska agencija (ESA) in NASA.

## Zamisel, izdelava in namen
Zametke Hubblovega vesoljskega daljnogleda lahko zasledujemo že v letu 1946, ko je ameriški fizik, astronom in astrofizik Lyman Strong Spitzer mlajši napisal članek z naslovom Astronomske prednosti zunajzemeljskega observatorija (Astronomical advantages of an extra-terrestrial observatory.) V njem je obravnaval dve glavni prednosti vesoljskega observatorija v tirnici pred daljnogledom, stoječim na Zemlji. Kotna ločljivost (največja razdalja, na kateri še razločimo telo) bi bila omejena le z uklonom (difrakcijo) in ne od turbulence v ozračju, ki povzroča, da zvezde migetajo, in kar astronomi poznajo kot razmazanost slike (angleško »seeing«). Ločljivost daljnogledov na Zemlji je po navadi od 0,5 do 1,0 ločne sekunde, teoretična ločljivost zaradi uklona zrcalnega daljnogleda s premerom 2,5 metra pa je približno 0,1 ločne sekunde. Druga velika prednost je, da lahko s pomočjo vesoljskega daljnogleda opazujemo infrardečo in ultravijolično svetlobo, ki ju ozračje drugače močno vpija.
Spitzer je razvoju vesoljskega daljnogleda posvetil veliko časa. Ameriška Nacionalna akademija znanosti je v poročilu leta 1962 predlagala izdelavo vesoljskega daljnogleda kot del vesoljskega programa. Zato so leta 1965 izvolili Spitzerja za predsednika odbora, ki je moral pretehtati znanstvene vidike velikega vesoljskega daljnogleda.
Astronomija v vesoljskem prostoru se je začela z malimi koraki po 2. svetovni vojni, saj so znanstveniki lahko začeli uporabljati raketno tehnologijo, ki je postala dosegljiva. Prvi ultravijolični spekter Sonca so posneli leta 1946. Sončni observatorij, ki je krožil okoli Zemlje, je leta 1962 izstrelilo Združeno kraljestvo v okviru vesoljskega programa Ariel. NASA je leta 1966 izstrelila prvega od satelitov Orbitalnega astronomskega observatorija (OAO). Ta satelit OAO-1 je zaradi izgube energije po treh dneh odpovedal in prekinil odpravo. Drugi satelit OAO-2 pa je med letoma 1968 in 1972 uspešno opravljal opazovanja zvezd in galaksij v ultravijoličnem. Njegovo delovanje so drugače načrtovali le za eno leto.
Odprave OAO so pokazale, da lahko opazovanja v vesoljskem prostoru igrajo pomembno vlogo v astronomiji. Leta 1968 se je NASA začela pripravljati na izdelavo zrcalnega daljnogleda z zrcalom premera 3 m, ki so ga začasno imenovali Veliki orbitalni daljnogled (LOT) ali Veliki vesoljski daljnogled (LST). Izstrelitev so predvidevali za leto 1979. Ti načrti so poudarili potrebo po odpravah s človeško posadko do daljnogleda, ki bi zagotovila, da bi lahko imel tako drag program smiselno življenjsko dobo. Vzporedni razvoj za ponovno uporabljiv raketoplan je pokazal, da bo tehnologija za to kmalu na voljo.